# Joseph De Craecker
Joseph Ghislain Henri Maria De Craecker (Antwerpen, 1891. január 19. – ?, 1975. október 23.) olimpiai ezüstérmes belga párbajtőrvívó.